# كيروفسك (مقاطعة لينينغراد)
كيروفسك، لينينغراد أوبلاست (بالروسية: Кировск) هي إحدى مدن روسيا في الكيان الفدرالي الروسي لينينغراد أوبلاست.